# ПМД-6
ПМД-6 — советская противопехотная мина нажимного действия. Была принятна на вооружение в конце 1930-х годов. Активно использовалась частями Красной Армии на всем протяжении Второй мировой войны. Была снята с вооружения в 1949 году.

## Конструкция
Состоит из деревянного (реже фанерного, шиферного, или жестяного) корпуса, тротиловой шашки весом 0,2 кг (реже используется французская смесь), a также взрывателя серии МУВ или УВГ с "Т"-образной боевой чекой и запалом МД-5 или МД-2. Крышка мины соединена с корпусом шарнирно и является нажимным датчиком цели. Деревянный корпус в целях лучшей сохранности при производстве покрывали олифой или вываривали в масле.
Внутри мины установлена 200-граммовая шашка тротила или французской смеси. Модификация мины ПМД-6ф снаряжалась порошкообразным тротилом, который предварительно засыпался в стеклянный флакон.
После Второй мировой войны мину модернизировали. У ПМД-6М к внутренней поверхности крышки прибита одним концом металлическая пластинка, а другой её конец упирается в гильзу взрывателя. Для подрыва мины требуется усилие уже в 6-28 кг, что делает её более безопасной при минировании.
ПМД-6, как и её модификации, при обезвреживании крайне опасна и поэтому при разминировании уничтожается на месте путём подрыва рядом заряда ВВ или минным тралом.

## Тактико-технические характеристики
Tип — противопехотная фугасная нажимного   действия
Материал корпуса — дерево
Масса, кг — 0,580
Масса ВВ (тротил или французская смесь), кг — 0,2
Длина, см — 20,2
Ширина, см — 9,6
Высота, см — 3,8
Тип датчика цели — нажимной
Размеры датчика цели, см — 20 на 9,6
Усилие срабатывания, кг — 1,0-12,0
Температурный диапазон применения — -40°C - +50°C
Применяемый взрыватель (с Т-образной чекой) — УВ или УВГ с капсюль-детонатором №8, МУВ с запалом МД-2
Неизвлекаемость — нет
Необезвреживаемость — нет
Самоликвидация/самонейтрализация — нет/нет
Срок боевой работы — не определялся

## Варианты
- ПМД-7
- ПМД-57